# Joševa (Valjevo)
Joševa (Servisch cyrillisch: Јошева) is een plaats in de Servische gemeente Valjevo. De plaats telt 272 inwoners (2002).

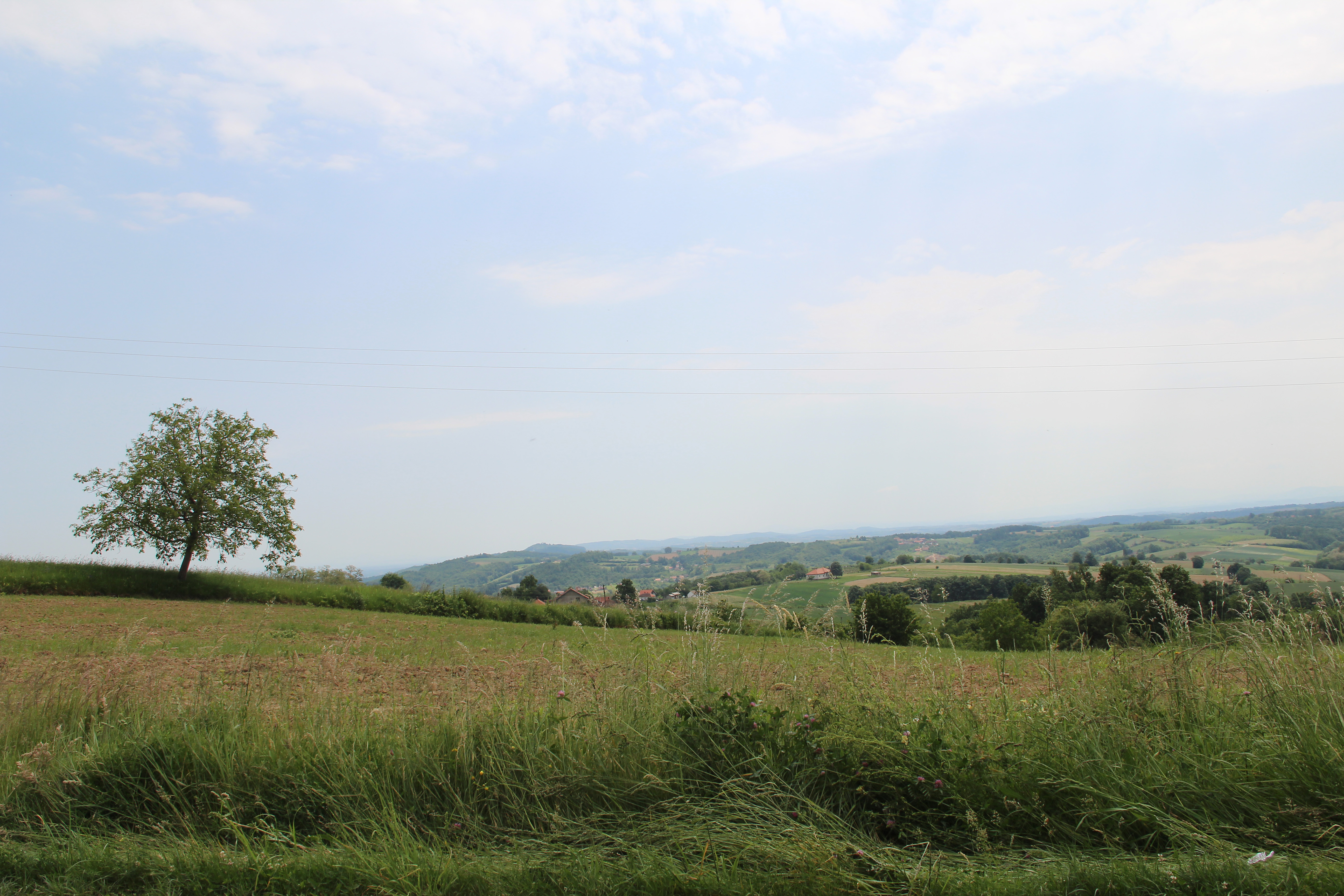
Joseva - panorama
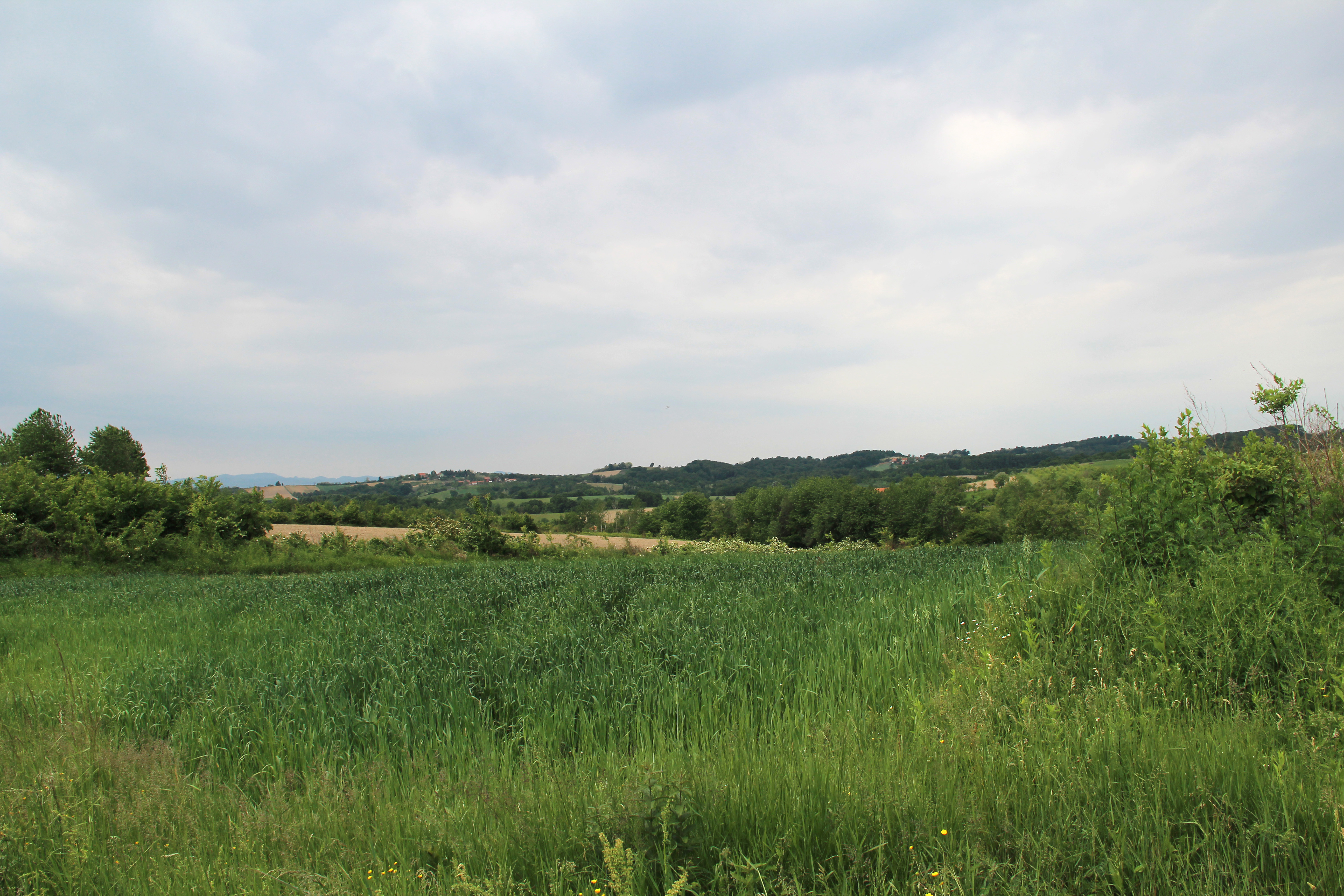
Joseva - panorama
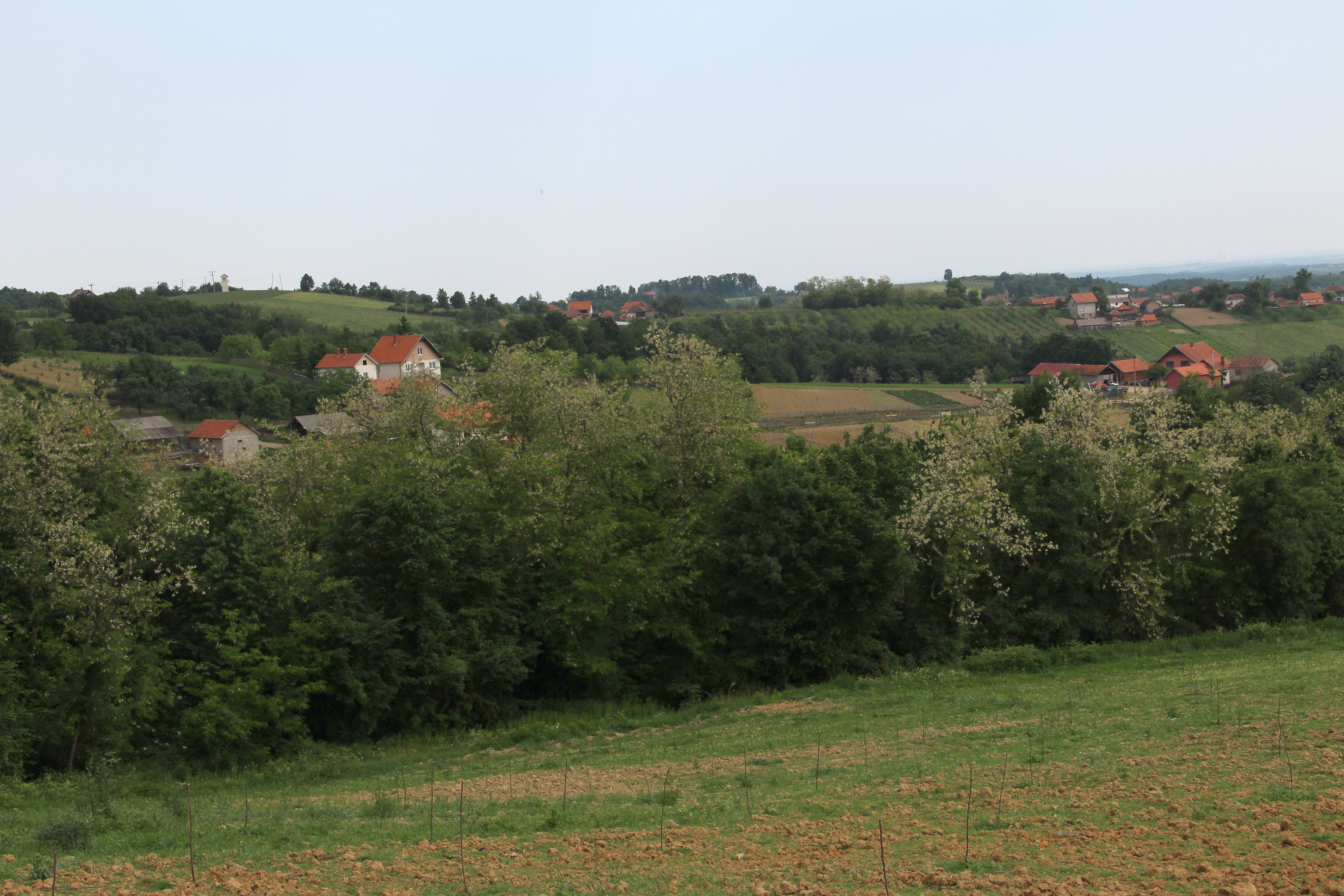
Joseva - panorama
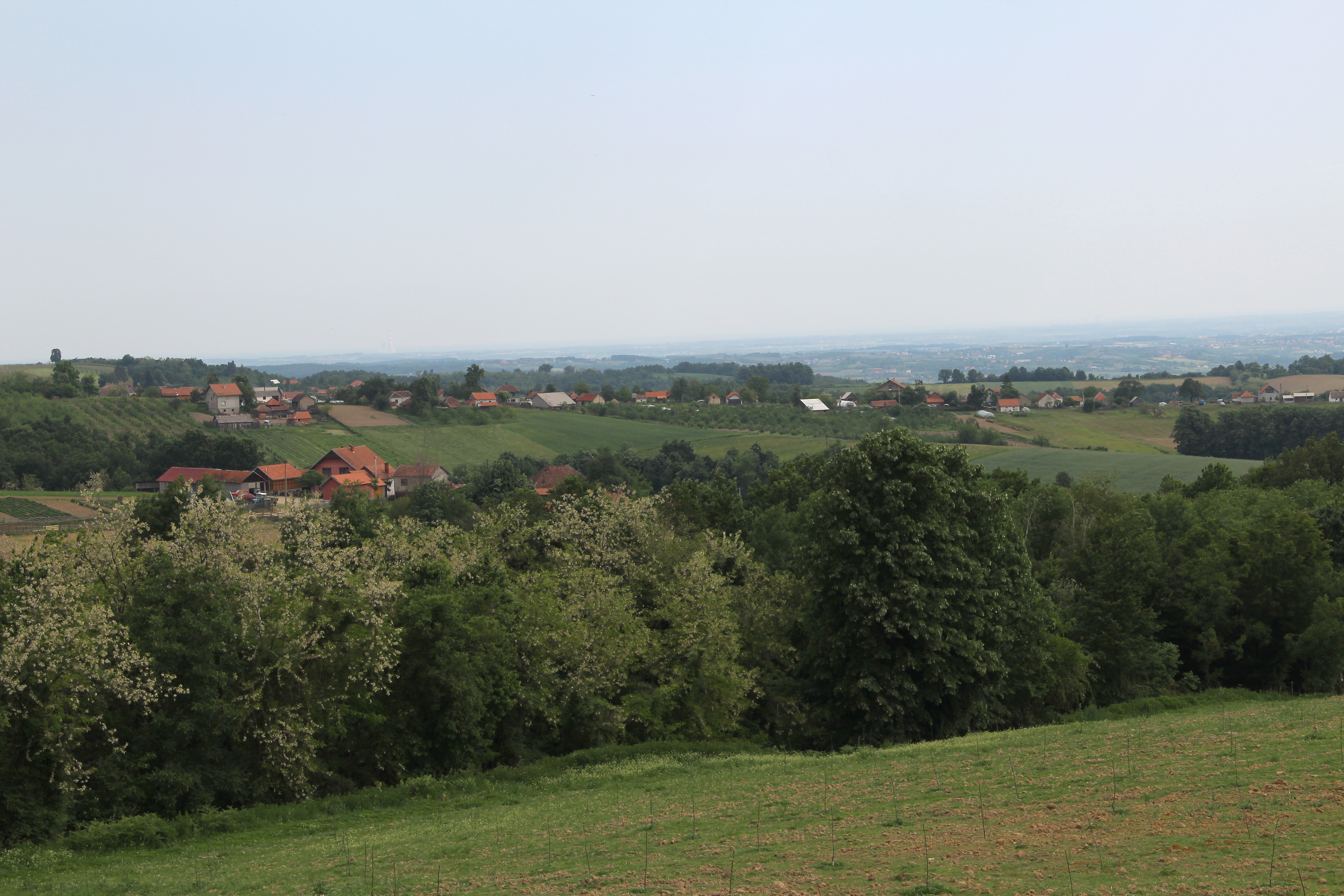
Joseva - panorama
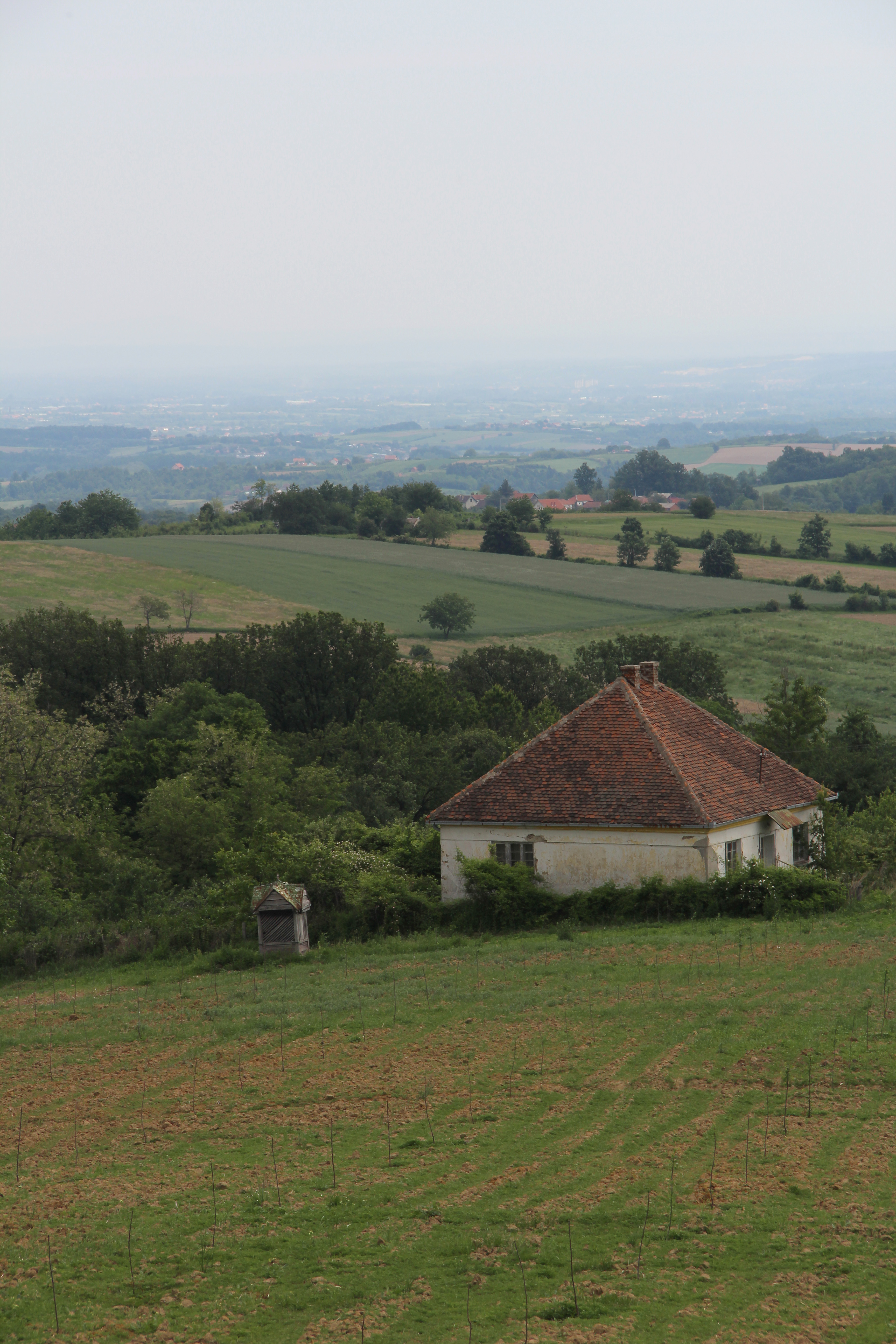
Joseva - panorama
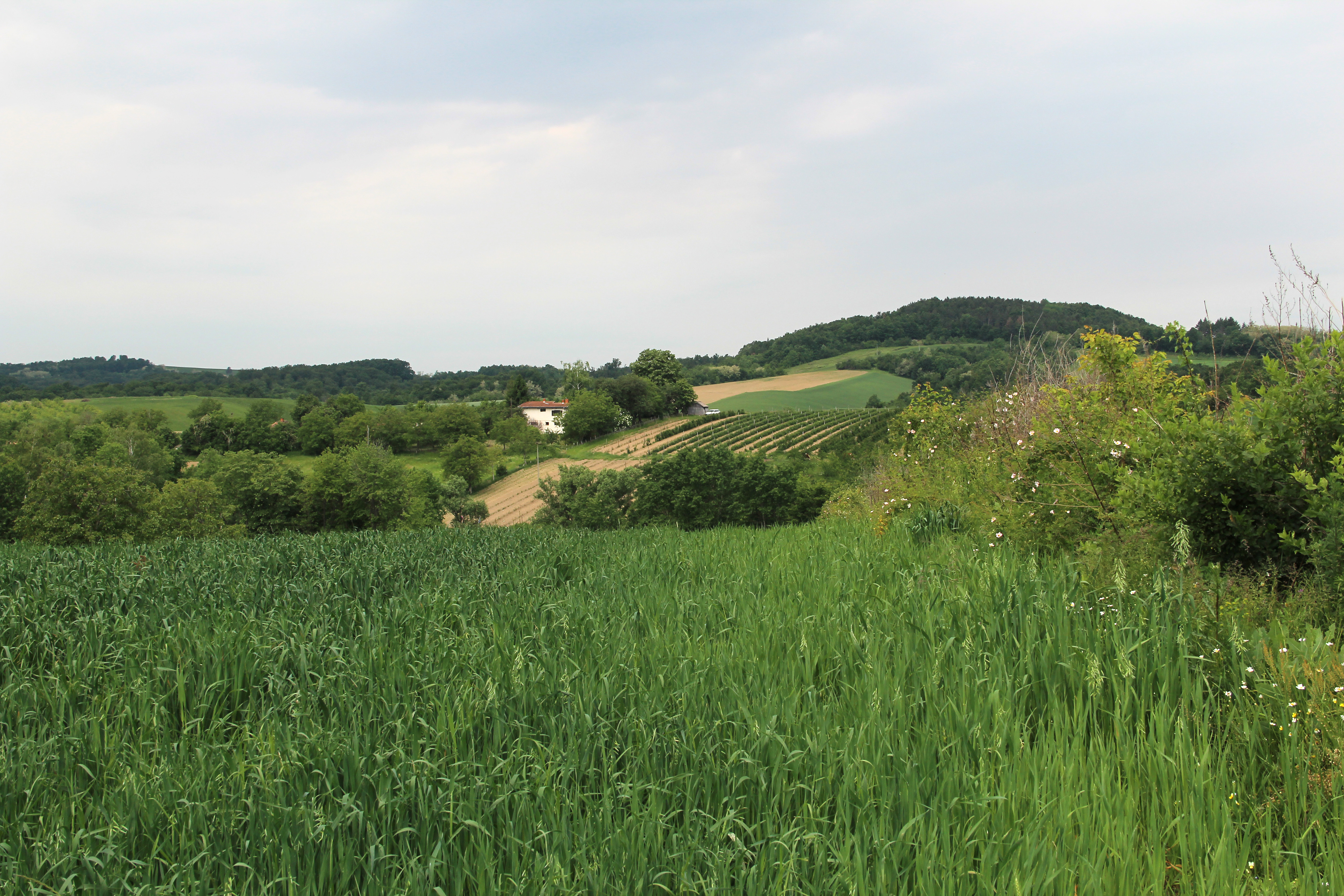
Joseva - panorama
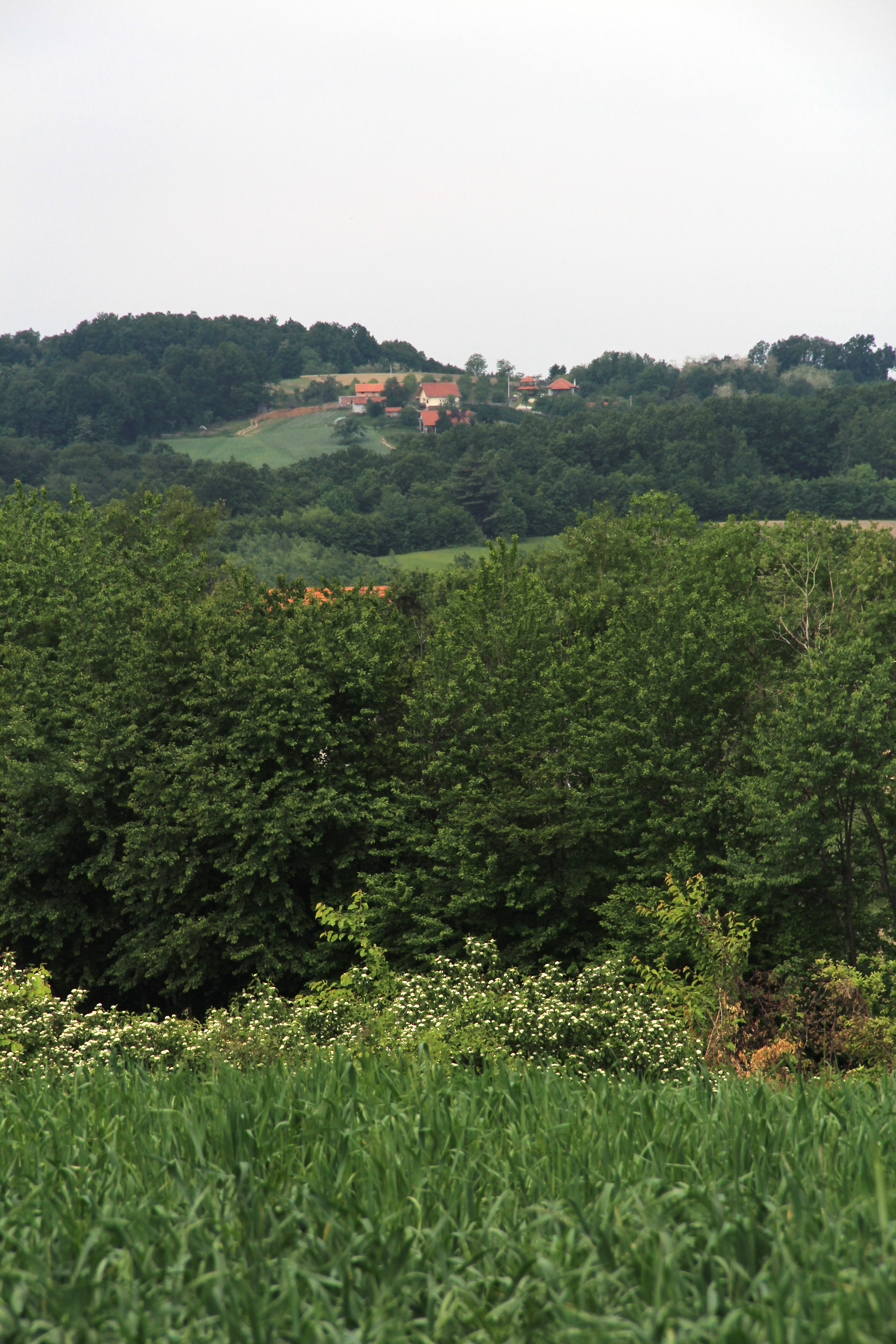
Joseva - panorama